# Oberstrombegrenzung
Oberstrombegrenzung ist eine Limitierung des Eingangstromes, den elektrische Triebfahrzeuge aus der Fahrleitung über den Stromabnehmer aufnehmen dürfen. Im Gegensatz zu ortsfesten Antrieben ändert sich der Grenzwert abhängig von der Position des Fahrzeuges im Schienennetz, der Zugbildung, Einfach- oder Mehrfachtraktion, und auch davon, ob das Fahrzeug steht oder fährt. Da die Fahrdrahtspannung (im Fernbahnnetz von Deutschland, Österreich, der Schweiz, Schweden und Norwegen 15 kV) innerhalb zulässiger Toleranzen als konstant angesehen werden darf, wird mit der Oberstrombegrenzung auch die maximale Leistung limitiert, die elektrische Lokomotiven und Triebwagen in Traktionsenergie umsetzen können. Eine besondere Bedeutung hat die Beachtung des Oberstroms bei Fahrzeugen mit Reihenschlussmotor, da diese im Stillstand und langsamer Fahrt bei falscher Wahl der Fahrstufe ein Vielfaches des erlaubten Stromes aufnehmen können.
Als Oberstrom wird dabei der von einem elektrischen Triebfahrzeug insgesamt aus der Fahrleitung über den Stromabnehmer aufgenommene Strom bezeichnet, der der Primärseite des Haupttransformators zugeführt wird.

## Realisierung
Beim Aufschalten der Zugkraft darf die zulässige Oberstrombegrenzung nicht überschritten werden. Der für den Zug maximal zulässige Wert ist im Fahrplan bekanntgegeben. Ist infrastrukturbedingt mit niedrigeren Oberströmen zu fahren, wird dies in der Zusammenstellung der vorübergehenden Langsamfahrstellen und anderen Besonderheiten, in einer Fahrplan-Mitteilung oder beim Rangieren mündlich bekannt gegeben. Beschränkungen können auch in Weisungen des Eisenbahnverkehrsunternehmens festgelegt werden.
Bei Mehrfachtraktion, Vorspann sowie beim Einsatz von Schiebelokomotiven oder weiterer Fahrzeuge im Zug, die Energie direkt aus der Fahrleitung beziehen, darf die Summe der entnommenen Oberströme den zulässigen Höchstwert nicht überschreiten.
Bei modernen Fahrzeugen wird der Wert auf dem maschinentechnischen Display ausgewählt. Bei elektrischen Triebfahrzeugen älterer Bauart muss die maximale Stromaufnahme vom Triebfahrzeugführer hingegen am Oberstrom-Amperemeter überwacht werden. Nähert sich die Stromaufnahme der Oberstromgrenze, hat er den Fahrschalter herunterzuschalten.
In Deutschland können über die linienförmige Zugbeeinflussung oder ETCS höhere Geschwindigkeiten als die mit PZB zulässigen 160 km/h freigegeben werden. In beiden Fällen überwacht die Fahrzeugtechnik selbsttätig die Einhaltung der Oberstromgrenze. Der Triebfahrzeugführer kann bei manchen Triebfahrzeugen einen niedrigeren als den durch ETCS oder LZB freigegebenen Wert auswählen.
Durch die linienförmige Zugbeeinflussung können bis zu 1000 A Oberstrom freigegeben werden, mit CIR-ELKE (I) bis zu 1500 A.

### ETCS
ETCS erlaubt mit der 10-Bit-Variable M_CURRENT die Freigabe von 0 bis 10.000 A (in 10-Ampere-Schritten) sowie die Freigabe beliebiger Oberströme.
Die Oberstrombegrenzung je Zug bzw. Stromabnehmer sind darüber hinaus 2 von 15 Eigenschaften, durch die ein nationales Traktionssystem (mittels der Variable NID_CTRACTION) in ETCS beschrieben wird. Das Traktionssystem wiederum ist, neben dem Lademaß und der Achslast, eine von drei Eigenschaften, die ein Zug erfüllen muss, um eine Strecke zu befahren. Stimmt wenigstens eine von der Infrastruktur geforderte Eigenschaft nicht mit dem Zug überein, soll die Fahrterlaubnis auf den Beginn jenes Streckenabschnitts verkürzt und der Triebfahrzeugführer informiert werden. Die Liste der für das Fahrzeug zulässigen Traktionssysteme kann vom Triebfahrzeugführer nicht verändert werden und wird nach dem Verbindungsaufbau zum RBC vom Zug an die Infrastruktur übermittelt. Insgesamt sind 39 derartige Systeme in der von der Europäischen Eisenbahnagentur verwalteten Liste beschrieben, davon für Deutschland vier Stück, die sich hinsichtlich der Höhe des zulässigen Oberstoms unterscheiden: 600 A, 780 A, 1000 A oder 1500 A.
Vorausliegende Wechsel des Traktionssystems (NID_CTRACTION) werden zusammen mit der zugehörigen Spannung (M_VOLTAGE) mittels des ETCS-Pakets 39 als Track Condition angekündigt. Die Ankündigung des zulässigen Oberstroms (M_CURRENT) erfolgt mittels des ETCS-Pakets 40. Die beiden Eigenschaften sind 2 von 15 in ETCS definierbaren Arten von Streckeneigenschaften (track conditions). Werden keine derartigen Informationen übermittelt, bleiben Traktionssystem bzw. Oberstrombegrenzung auf dem Fahrzeug unverändert.

## Auswirkungen des Oberstromes

### Betriebliche Auswirkungen
Die Begrenzung der maximalen Energieumsetzung beeinflusst bei Fahrzeugen mit Reihenschlussmotor das Beschleunigungs- oder Anfahrverhalten der Züge, da diese bei falscher Fahrstufe hohe Ströme aufnehmen. Bei umrichtergespeisten Drehstromantrieben ist diese nicht möglich. Die Oberstrombegrenzung begrenzt auch die erreichbare Geschwindigkeit des Zuges. Diese Höchstgeschwindigkeit hängt von der absoluten Stromobergrenze sowie der Zuglast, den Neigungsverhältnissen, den Bogenradien und dem Wind ab. 
Oberstrombegrenzungen verhindern, dass bei Fahrten zu vieler elektrischer Triebfahrzeuge der gesamte Speisebereich wegen Überlastung abgeschaltet wird. Eine Abschaltung hätte zur Folge, dass im Speisebezirk kurzzeitig gar keine Züge mehr verkehren könnten, egal welches Triebfahrzeug letztendlich zur Überschreitung des maximalen Speisestroms des Unterwerkes beigetragen hat.
Erfahrungen aus dem Digitalen Knoten Stuttgart zeigen, wie die bislang starren Oberstrombegrenzungen kontraproduktiv wirken können: Einerseits kann mit den üblichen 600 A spurtstarken Fern- und Regionaltriebzügen im Umland keine volle Beschleunigung ermöglicht werden, andererseits stoßen selbst Hochleistungsoberleitungen im Kern des Knotens perspektivisch an Grenzen, wenn einige sehr leistungsstarke Züge in sehr kurzen Abständen fahren. Die Möglichkeiten der Digitalisierung der Leit- und Sicherungstechnik sollten genutzt werden, um Zügen einerseits mehr Energie bereitstellen zu können und andererseits Lastspitzen zu vermeiden. Die im Großraum Stuttgart zukünftig eingesetzten Coradia-Max-Triebzüge haben in Einfachtraktion eine Leistung am Rad von bis zu 5,8 MW, sollen zunächst oft in Doppeltraktion und sollen längerfristig in Drei- und Vierfachtraktion eingesetzt werden.

### Induktive und kapazitive Beeinflussung
Die Stromstärke, die durch Speise- und Oberleitung sowie Schienen und Erdreich (als Rückstrom) fließt, beeinflusst kapazitiv und induktiv in der Nähe verlaufende Freileitungen und Kabel. Dies kann z. B. bei Fernmeldeleitungen und -kabeln zur Störung der energieschwachen Fernmeldeströme führen, also zur Störung deren Übertragung. Das betrifft Telefon-, TV-, Funk-, Mobiltelefon-, Daten- u. a. Verbindungen.

## Regelbegrenzung

### Zweck
Der Maximalstrom wird für die einzelnen Bahnstrecken konkret definiert. Ausgangspunkt ist dabei die maximal gewünschte Leistung für die Züge auf dieser Strecke, die sich aus der Höchstgeschwindigkeit, der Maximallast, den Neigungs- und Bogenverhältnissen u. a. ergibt. Grundsätzlich gilt, je höher der maximale Traktionsstrom ist, desto höher ist auch der Kurzschlussstrom des Systems. Sind der maximale Traktions- und Kurzschlussstrom damit bestimmt, sind die Anlagen und Bauteile der Bahnenergieversorgung, der Oberleitung, der Erdung und Rückstromführung entsprechend zu dimensionieren.
Parallel muss man die Beeinflussung von in der Nähe verlaufenden Fernmelde- und Steuerungsanlagen ableiten und deren Abschirmungswiderstände gegen induktive und kapazitive Beeinflussung durch den maximalen Traktions- und Kurzschlussstrom dimensionieren.

### Oberstromklassen pro Zug bei der DB Netz
Die Oberstrombegrenzung im Netz der Deutschen Bahn (ohne S-Bahn-Strecken) lag im Jahr 2000 bei 600 A. Auf Schnellfahrstrecken sind 1000 bis 1500 A zugelassen, auf Ausbaustrecken in der Regel 900 A. Später wurden die minimalen Oberstromgrenzwerte streckenspezifisch in den Netzzugangsbedingungen Netz (NBN) hinterlegt.
Klasse 1: bis 600 A für alle Züge (i. d. R. Personenzüge mit max. 160–200 km/h)
Klasse 2: bis 900 A für schnellfahrende Reisezüge (i. d. R. max. 160–230 km/h) und 600 A für alle übrigen
Klasse 3: bis 1200 A für schnellfahrende Reisezüge und 600 A für alle übrigen (Klasse 3 wurde bei der DB Netz Stand 2007 nicht genutzt)
Klasse 4: bis 1500 A für schnellfahrende Reisezüge (i. d. R. max. 230–300 km/h)nund 600 A für alle übrigen
Klasse 5: Oberstrombegrenzung in konkreten Sonderfällen
- Eine dauernde Beschränkung des Oberstroms auf 400 A pro Zug bestand Stand 2007 auf den Strecken Ingolstadt–Donauwörth bei Umleitungsverkehr
- In den S-Bahn-Netzen der Regionen Rhein-Main, Stuttgart und München wurden für die Triebzüge der Baureihe 420 1050 A pro Zug freigegeben (Stand: 2007).
- auf den Bahnsteiggleisen des Bahnhofs Birkenwerder (b Berlin), die sowohl mit Fahrleitung als auch Stromschienen für die Berliner S-Bahn ausgerüstet sind, aufgrund der Einspeisung über einen Trenntransformator, dauerhaft auf 250 A.
- in zeitlich begrenzten Ausnahmefällen (s. u.)

Da zulässige Oberströme in der Regel über der Dauerstromtragfähigkeit der Oberleitung liegen, liegt die Oberstrombegrenzung für Güterzüge in der Regel unterhalb derer von Reisezügen. Während (schnelle und gut beschleunigende) Reisezüge die Oberleitung nur kurzzeitig elektrisch überbelasten, kommt es zu keiner thermischen Überbelastung. Langsamer beschleunigende Güterzüge belasten hingegen die Fahrleitungsanlage länger, womit die thermische Grenzbelastung wahrscheinlicher erreicht wird.

## Oberstrombegrenzung in zeitlich begrenzten Ausnahmefällen
Eine Oberstrombegrenzung wird außerdem notwendig, wenn
- Arbeiten oder Störungen im Speisebezirk die volle Speisung nicht gewährleisten,
- Unterwerke zu schwache Energieleistungswerte aufweisen oder
- zu viele Abnehmer (elektrische Triebfahrzeuge, Weichenheizungen, Zugvorheizungen u. a.) im Speisebezirk betrieben werden.

In solchen Fällen wird der Triebfahrzeugführer gesondert durch La-Einträge oder Befehle unterrichtet.

## Geschichte
Die im Rahmen der Elektrifizierung entstandenen Fahrleitungsanlagen des deutschen Bestandsnetzes waren für Oberströme von rund 400 A je Zug und Höchstgeschwindigkeiten von 140 bis 160 km/h ausgelegt. In der zweiten Hälfte der 1960er Jahre stieg für in Doppeltraktion verkehrende Güterzüge und die neuen Lokomotiven der Baureihe 103 der Leistungsbedarf deutlich an. Aus speisungstechnischen Gründen, zur Vermeidung der Beeinflussung sicherungstechnischer Anlagen sowie zur Schonung der neuen Hochleistungslokomotiven wurde der zulässige Oberstrom auf 600 A je Zug begrenzt.
Zu den Olympischen Sommerspielen 1972 erstmals eingesetzte Triebzüge der Baureihe 420 benötigten als Langzug (drei gekuppelte Einheiten) beim Anfahren und Beschleunigen 1050 A Oberstrom und erforderten umfangreiche Anpassungsmaßnahmen an den Fahrleitungsanlagen und Unterwerken.
Die Neubaustrecke Wolfsburg–Berlin wurde für einen Oberstrom von 1500 A je Zug ausgelegt. Nach einer im Jahr 2001 erfolgten Prüfung sollte die Oberstrombegrenzung auf den Neubaustrecken Mannheim–Stuttgart und Hannover–Würzburg auf 1500 A angehoben werden. Über die linienförmige Zugbeeinflussung werden gleichwohl nur 1000 A freigegeben. Durch eine Erhöhung auf 1500 A könnten beispielsweise für ICE-3-Triebzüge in Doppeltraktion zwischen Mannheim und Stuttgart rund eine halbe Minute Fahrzeitreserve geschaffen werden.
Auch die Schnellfahrstrecken Köln–Rhein/Main, Nürnberg–Ingolstadt sowie die Neubaustrecken des Hochgeschwindigkeitsverkehrs im Verkehrsprojekt Deutsche Einheit Nr. 8 erlauben 1500 A. Damit kann die volle Leistung von ICE-3-Triebzügen beim Verkehren in Doppeltraktion ausgeschöpft werden.